# Hendrik van Groitzsch
Hendrik van Groitzsch (circa 1090 - Mainz, 31 december 1135) was graaf van Groitzsch. Hij was de tweede zoon van Wiprecht van Groitzsch en Judith van Bohemen.
Hendrik volgde in 1124 zijn vader op als burggraaf van Maagdenburg. In 1131 werd hij, als Hendrik III, tevens markgraaf van Lausitz en voogd van de abdij van Neuwerk in Halle. Het lukte hem niet om markgraaf van Meißen te worden, een titel die naar Koenraad de Grote ging.
Hendrik was getrouwd met Bertha van Gelnhausen (overleden na 1137). Het huwelijk bleef kinderloos. Hendrik en Bertha stichtten het klooster van Bürgel in 1133.